# Ydanis Rodríguez
Ydanis Rodríguez (Licey al Medio, 18 de junio de 1965) es un político, politólogo y funcionario dominicano radicado en los Estados Unidos. 
Actualmente se desempeña en el cargo de Comisionado del Departamento de Transporte de la Ciudad de Nueva York. Anteriormente representó al distrito 10 en el Consejo Municipal de Nueva York. Representando al Partido Demócrata, fue elegido concejal por primera vez en 2009 y reelegido en 2013 y 2017. En noviembre de 2011 fue arrestado por cargos de desobediencia civil durante una concentración del movimiento social Occupy Wall Street; gracias a este hecho, ese mismo año figuró en la edición de la revista Time dedicada a la Persona del Año.
Rodríguez se presentó como candidato a Defensor del Pueblo de Nueva York en 2019 y como candidato a la Cámara de Representantes de los Estados Unidos por el distrito 15 del Congreso de Nueva York en 2020; no prevaleció en ninguna de las dos contiendas.